# Pfarrkirche Lassing

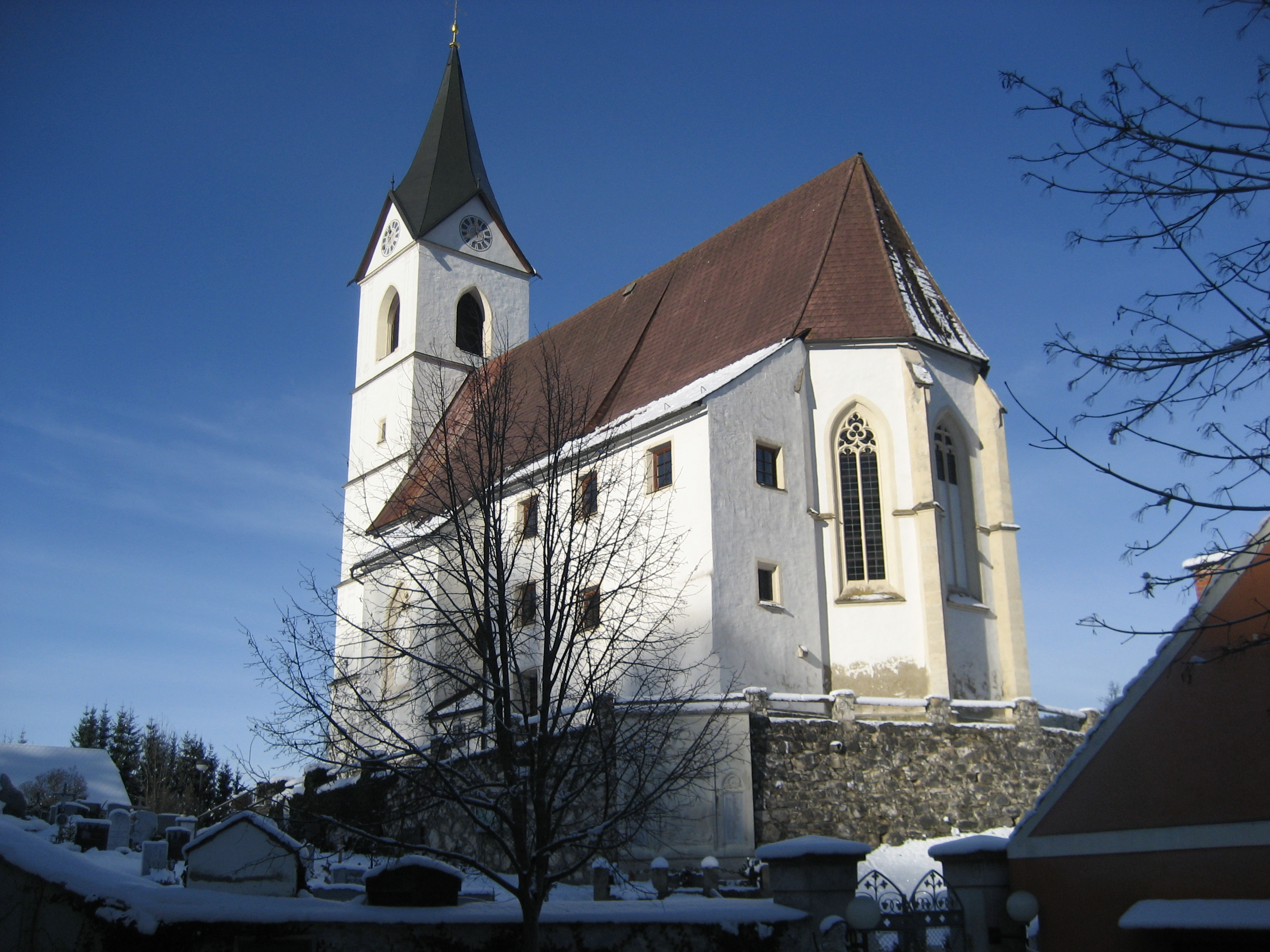
Katholische Pfarrkirche hl. Jakobus der Ältere in Lassing

Die Pfarrkirche Lassing steht erhöht gelegen in Lassing Schattseite in der Gemeinde Lassing im Bezirk Liezen in der Steiermark. Die dem Patrozinium hl. Jakobus der Ältere unterstellte römisch-katholische Pfarrkirche gehört zum Dekanat Admont in der Diözese Graz-Seckau. Die Kirche und der Friedhof stehen unter Denkmalschutz (Listeneintrag).

## Geschichte
Eine Kirche wurde urkundlich kurz nach 1150 genannt. Von 1515 bis 1785 war die Kirche dem Stift Rottenmann inkorporiert. 1886 und 1954 wurde die Kirche restauriert.
Der heutige Kirchenbau entstand 1515.

## Architektur
Der einheitliche gotische Kirchenbau mit Langhaus und Chor sowie einem massiven Westturm steht in einem ummauerten Friedhof.
Das Kirchenäußere zeigt einen Chor mit abgetreppten Strebepfeilern, das Langhaus ist rechteckig mit den Strebepfeilern innen. Südlich beim mittleren Joch des Langhauses ist eine zum Langhaus geöffnete gotische Seitenkapelle angebaut. Der mächtige fünfgeschoßige Westturm hat Traufgesimse, spitzbogige gotische Schallfenster, er trägt einen achtseitigen Spitzhelm.
Das Kircheninnere zeigt ein dreijochiges Langhaus mit eingezogenen Streben, der leicht eingezogene Fronbogen ist spitzbogig, der bezogen auf die Langhausbreite etwas schmälere zweijochige Chor hat einen Fünfachtelschluss. Die Gewölbe zeigen überall Schlingrippen auf Konsolen, im Langhaus mit sechs Sternen, im Chor vernetzt. Die Maßwerkfenster sind zweibahnig.

## Ausstattung
Der Hochaltar um 1730/1740 zeigt ein Altarbild aus 1832 und trägt Statuen des Bildhauers Balthasar Prandtstätter.
Ein spätgotisches Kruzifix entstand um 1510/1520. Ein weiteres Kruzifix und ein Auferstandener sind spätbarock und wurden dem Maler und Bildhauer Johann Fortschegger zugeschrieben.
Die Orgel baute Carl Schehl 1839.

## Grabdenkmäler
- Grabstein Sophia Lampl, gestorben 1577, mit einem Relief der Verstorbenen vor dem Gekreuzigten kniend.
- Grabstein Caspar Prugger, gestorben 1646, an der südlichen Friedhofsmauer.